# Хесвил (Охајо)
Хесвил (енгл. Hessville) насељено је место без административног статуса у америчкој савезној држави Охајо.

## Демографија
По попису из 2010. године број становника је 214.
| Група             | 2000.    | 2010.       |
| Белци             | 0 (0,0%) | 157 (73,4%) |
| Афроамериканци    | 0 (0,0%) | 0 (0,0%)    |
| Азијати           | 0 (0,0%) | 0 (0,0%)    |
| Хиспаноамериканци | 0 (0,0%) | 55 (25,7%)  |
| Укупно            | 0        | 214         |